# Хомутов, Иван Петрович
Иван Петрович Хомутов (1795—1871) — российский государственный деятель, губернатор Симбирский, Вятский и Кавказский. 

## Биография
Родился в 1795 году в семье капитана 1-го ранга Петра Никитича Хомутова (1752—1829); происходил из дворян Алексинского уезда Тульской губернии.
С 1 января 1808 года воспитывался в Московском (?) кадетском корпусе (Смоленском? или Морском?), откуда 25 сентября 1812 года выпущен на морскую службу мичманом, «совершил несколько морских кампаний», после чего был переведён в Военное ведомство, принимал участие в Кавказской войне и русско-персидской войне 1826—1828 годов; отличился в сражении при Елисаветполе против войск Аббаса-Мирзы 13 сентября 1826 года:

Хомутов был полковником в известном Елисаветинском деле – Паскевич доносил о позиции, но говоря о левом фланге, писал, что «он слаб, но там у меня храбрый полковник Хомутов, и я спокоен». Хомутов хранит рескрипт «Храброму полковнику Хомутову с товарищами» и прочее. Хомутов известен был в армии тем, что ни разу не поклонился ядру. И это нужно заметить!— из «Записок жандармского штаб-офицера» Эразма Ивановича Стогова
После окончания боевых действий командовал в чине гвардии полковника батальоном лейб-гвардии Преображенского полка, в 1833 году уволен от службы «по домашним обстоятельствам» для определения к гражданским делам с переименованием в статские советники. С 1834 года был чиновником для особых поручений при Министерстве внутренних дел, в 1836 году «временно прикомандирован для занятий» к V-му отделению Собственной Его Императорского Величества канцелярии и под руководством генерала от инфантерии Павла Дмитриевича Киселёва участвовал в подготовке реформы управления государственными крестьянами, 31 июля 1836 года «В воздаяние отлично-усердной службы» был произведён в действительные статские советники.
С 3 августа 1836 года занял должность Симбирского гражданского губернатора. В апреле 1837 года был удостоен Высочайшего благоволения «За прекращение между сызранскими удельными крестьянами ослушаний, возникших при отделении участков земли для общественной запашки»; и в том же году был отмечен министром юстиции Д. В. Дашкова «за энергичные действия чинов Симбирской градской полиции по поимке шайки дезертиров, промышлявшей грабежами».  получил «непосредственную признательность». Однако имел репутацию самодура и взяточника; современники отмечали высокомерное поведение супруги губернатора. Всё это привело к конфликту с местными дворянами, которые в ответ на приглашение Хомутова на бал прислали к его дому пустые кареты; в результате Высочайшим повелением от 27 февраля 1838 года Хомутов был переведён на должность Вятского гражданского губернатора и 17 марта передал полномочия председателю Симбирской казённой палаты действительному статскому советнику Петру Герасимовичу Воскресенскому.
Вступил в управление Вятской губернией 26 апреля. Во время его губернаторства в Вятке была открыта Палата государственных имуществ (1839), состоялась закладка Александро-Невского собора. В Вятке он оставался до октября 1840 года, когда получил назначение губернатором Кавказской области, в середине августа 1841 года потребовал передачи в гражданский суд дела отставного майора Николая Соломоновича Мартынова , убившего на дуэли Михаила Юрьевича Лермонтова (1814-1841), что вызвало неудовольствие императора Николая I, по воле которого дело рассматривалось военным судом. В том же году окончательно вышел в отставку.
Умер 3 (15) апреля 1871 года в Москве в возрасте 76 лет, похоронен на кладбище Алексеевского женского монастыря.
Был награждён орденами: Св. Владимира 4-й степени с бантом (02.10.1827), Св. Станислава 1-й степени (27.12.1838) и Св. Анны 2-й степени (25.01.1828).
Был женат на Анне Николаевне Озеровой, детей не имел.